# Silsbee (Teksas)
Silsbee – miasto w Stanach Zjednoczonych, w stanie Teksas, w hrabstwie Hardin. Nazwane na cześć Nathaniela Silsbee – polityka z Massachusetts i jednego z założycieli przechodzącej przez miasto linii kolejowej.

## Demografia
Według przeprowadzonego przez United States Census Bureau spisu powszechnego w 2010 miasto liczyło 6 611 mieszkańców, co oznacza wzrost o 3,4% w porównaniu do roku 2000. Natomiast skład etniczny w mieście wyglądał następująco: Biali 65,8%, Afroamerykanie 30,3%, Azjaci 0,6%, pozostali 3,3%. Kobiety stanowiły 54,1% populacji.